# Älva (voilier)
Pour les articles homonymes, voir Alva.

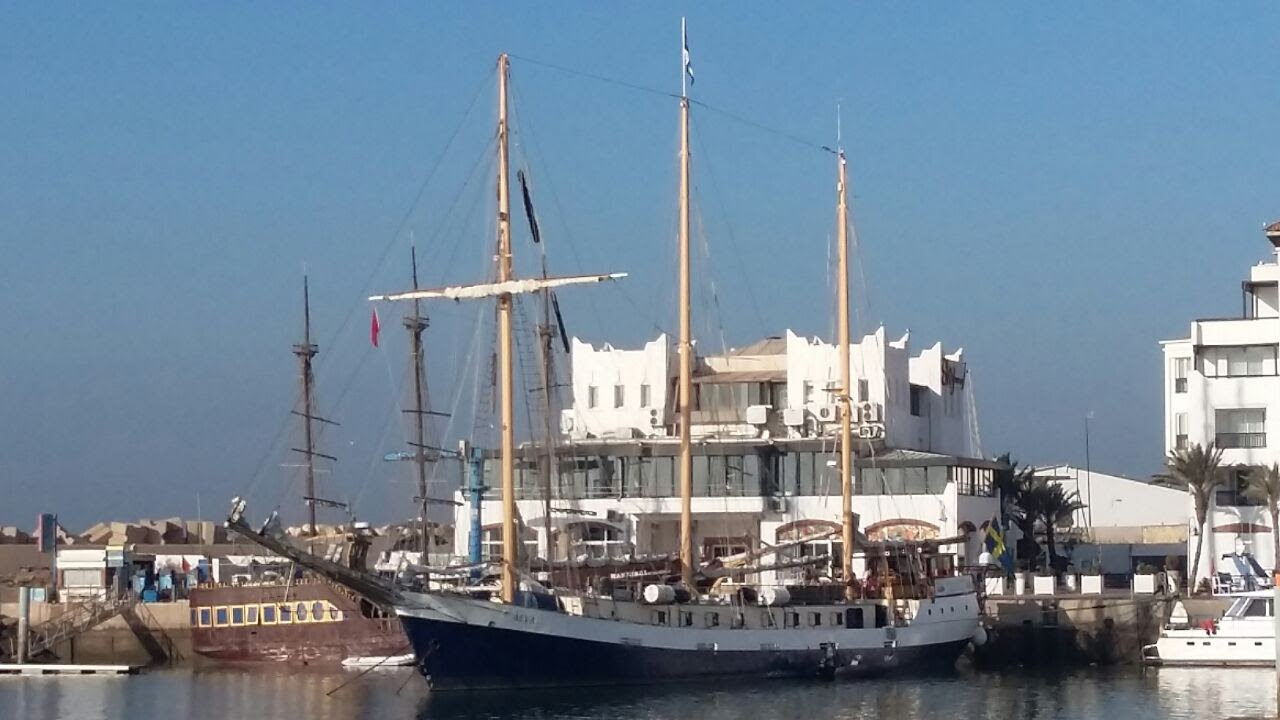

L’Älva  est un schooner bermudien à coque acier, construit en 1938. Cette goélette à trois mâts devrait être transformée en quatre-mâts goélette.

## Histoire
Son premier propriétaire fut Oscar Paborn Solvesborg. L’Älva servit de navire de fret en mer Baltique et la côte de la Suède. 
En 1951, il fut allongé de 8 m au chantier naval de Bremerhaven en Allemagne. 
En 1967, Rolf Pettersson, son second propriétaire continua à l'exploiter comme caboteur sur la mer Baltique jusqu'en 1979.
En 1979 il est racheté par Claes et Hakan Stenestad, les propriétaires actuels. 
Des modifications et restaurations furent faites successivement : un gréement bermudien, un nouveau pont, un nouveau moteur et de nouvelles voiles.
En 1990, une rénovation totale est effectuée afin de l'adapter au transport de passagers en journée et à la croisière. La cale de cargaison est transformée pour recevoir 15 cabines et un nouveau rouf est construit sur le pont pour l'accueil des passagers à la journée.
En outre, il devrait recevoir prochainement un nouveau gréement de quatre-mâts goélette.